# Trichoglottis lorata
Trichoglottis lorata là một loài thực vật có hoa trong họ Lan. Loài này được (Rolfe ex Downie) Schuit. mô tả khoa học đầu tiên năm 2007.